# デジタル薬
デジタル薬とは、病気を治療するアプリケーションソフトウェア（治療用アプリ）等の事である。英語では、digital therapeutics（DTx、デジタル療法、デジタル治療）という医療法の事を指す。認知行動療法等に基づき、うつ病、2型糖尿病、認知症、アルツハイマー病、注意欠陥・多動性障害（ADHD）、不眠症、高血圧、禁煙や薬物依存治療をサポートもしくは改善を促す。

## 例
- ゲームを通じて注意欠如・多動症（ADHD）[5]やうつ病の改善[6][7]を促す。
- うつ病患者に以前の趣味や自然の風景をバーチャル・リアリティで体験させ回復を促す[8]。
- 禁煙を行う前にアドバイスを提示して、喫煙から別の行動へ誘導する[9]。
- 糖尿病患者の血糖値データや行動・食事データ、服薬履歴を保存転送し、治療データや機械学習に基づいたアドバイスや治療を継続させるガイドを行う[10]。
- 高血圧の治療として患者に正しい生活習慣の定着を促し、通院時に医師がアドバイスを行う[11]。